# Ernst Motzfeldt

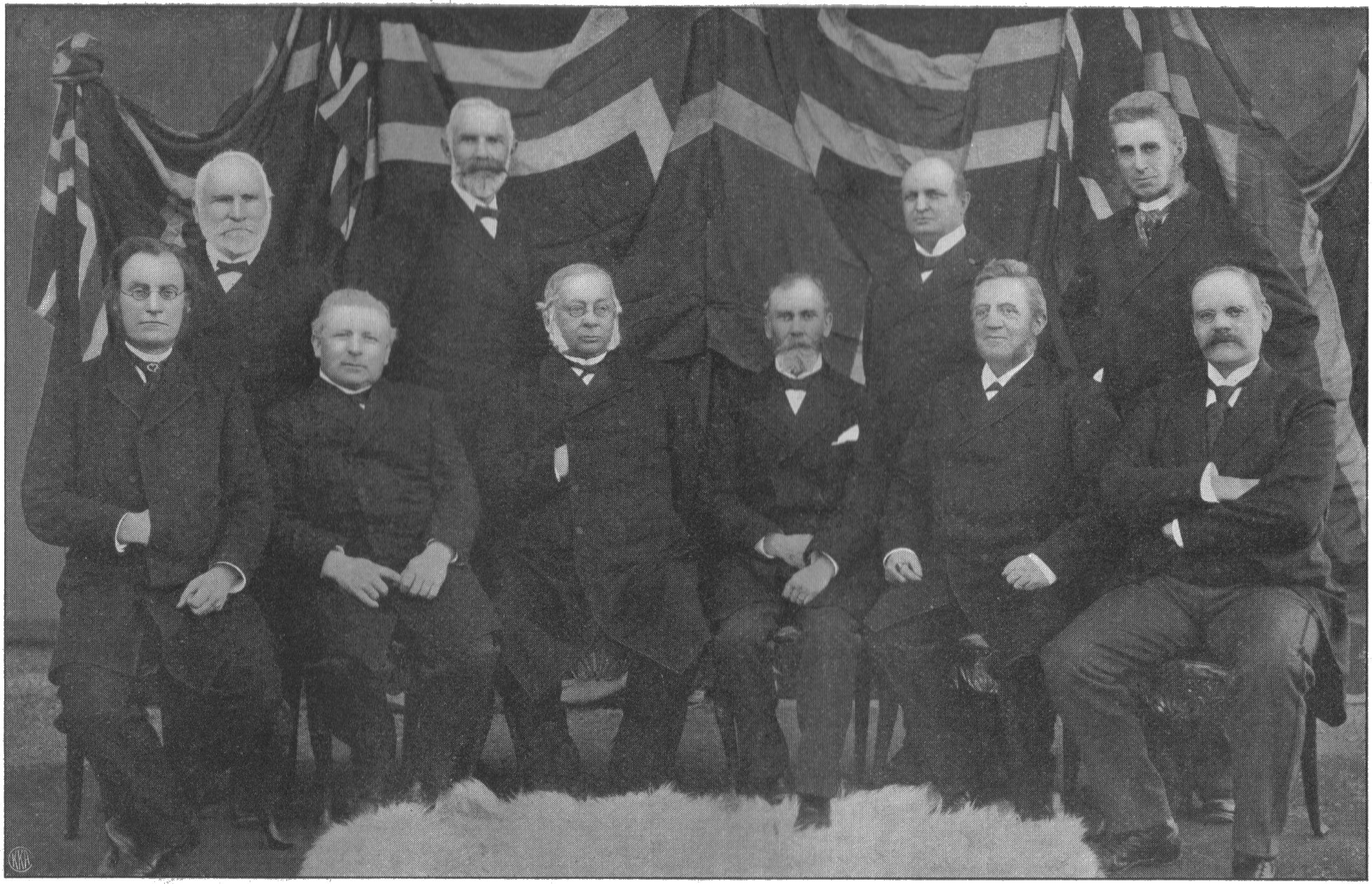
Ernst Motzfeldt (nr. 2 vooraan van rechts) als lid van de regering van Emil Stang.

Ernst Motzfeldt (Oslo, 1 maart 1842 - Oslo, 10 juni 1915) was een Noors rechtsgeleerde en staatsraad.
Hij was staatsraad bij de Raad van State in Stockholm. In 1893-1894 maakte hij als Minister van Justitie korte tijd deel uit van het Tweede kabinet Stang
Motzfeldt werd in 1864 meester in de rechten, waarna hij van 1864-65 met een beurs verder studeerde aan de Universiteit van Uppsala 1864-65. Hij was vanaf 1869 advocaat bij het Hooggerechtshof in Christiania. Van 1888 tot 1890 was hij staatrevisor. Van 1890 tot zijn afscheid in 1912 was hij rechter bij het Hoogste gerechtshof.
Van 1890 tot 1912 was hij vicevoorzitter bij een rechtsvoorganger van de huidige Gjensidige verzekeringsmaatschappij. Van 1905 tot 1908 was hij voorzitter van het Noorse Rode Kruis.
Op de middelbare school was hij een klasgenoot van Sophus Lie, met wie hij zijn hele leven bevriend zou blijven. Hun correspondentie is bewaard gebleven.
- Bibliothèque nationale de France: cb12345916v (data)
- Gemeinsame Normdatei: 1013879163
- International Standard Name Identifier: 0000 0001 2135 7496
- Système universitaire de documentation: 032427360
- Virtual International Authority File: 142669607